# Peter Diepenhorst

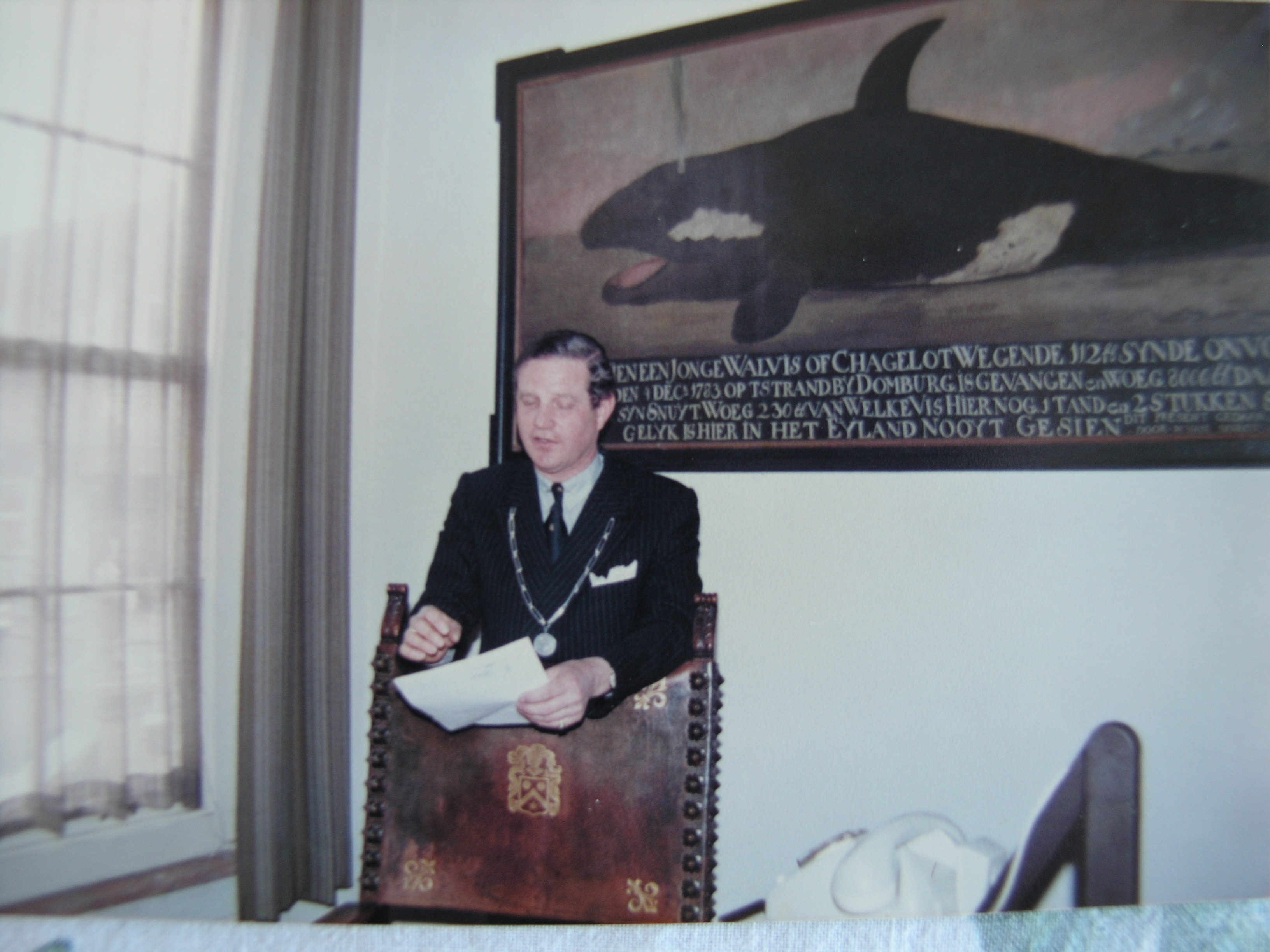
Peter Diepenhorst (1984)

Peter Anthonie Diederik Hoyte Diepenhorst (Den Haag, 28 juni 1942 – Groenekan, 29 november 2022) was een Nederlands politicus van de CHU en later het CDA.
Peter Diepenhorst werd geboren als lid van de familie Diepenhorst en als zoon van I.N.Th. Diepenhorst, die toen burgemeester van Epe was. Na de hogere landbouwschool ging Peter Diepenhorst werken bij de Provinciale Waterstaat van Overijssel en later werd hij ambtenaar bij de Provinciale Planologische Dienst van Overijssel. Eind 1975 werd hij de burgemeester van Domburg en in 1987 volgde zijn benoeming tot burgemeester van Maartensdijk. Op 1 januari 2001 ging die gemeente op in de gemeente De Bilt, waarmee aan zijn functie een einde kwam.